# Platylabus parvulus
Platylabus parvulus là một loài tò vò trong họ Ichneumonidae.